# Bencyclane
Bencyclane là thuốc chống co thắt, thuốc giãn mạch và ức chế kết tập tiểu cầu.